# Liste des épisodes de The Big Bang Theory
La liste des épisodes de The Big Bang Theory, série télévisée américaine, est constituée de 279 épisodes.

## Panorama des saisons
| Saison | Nombre d'épisodes | Diffusion originale | Diffusion originale | Diffusion originale | Dates de sortie DVD      | Dates de sortie DVD  |
| Saison | Nombre d'épisodes | Années              | Début de saison     | Fin de saison       | Zone 1 (dont États-Unis) | Zone 2 (dont France) |
| ------ | ----------------- | ------------------- | ------------------- | ------------------- | ------------------------ | -------------------- |
| 1      | 17                | 2007-2008 (en)      | 24 septembre 2007   | 19 mai 2008         | 2 septembre 2008         | 3 mars 2010          |
| 2      | 23                | 2008-2009 (en)      | 22 septembre 2008   | 11 mai 2009         | 15 septembre 2009        | 3 novembre 2010      |
| 3      | 23                | 2009-2010 (en)      | 21 septembre 2009   | 24 mai 2010         | 14 septembre 2010        | 25 mai 2011          |
| 4      | 24                | 2010-2011 (en)      | 23 septembre 2010   | 19 mai 2011         | 13 septembre 2011        | 5 septembre 2012     |
| 5      | 24                | 2011-2012           | 22 septembre 2011   | 10 mai 2012         | 11 septembre 2012        | 19 juin 2013         |
| 6      | 24                | 2012-2013           | 27 septembre 2012   | 16 mai 2013         | 10 septembre 2013        | 5 novembre 2014      |
| 7      | 24                | 2013-2014           | 26 septembre 2013   | 15 mai 2014         | 16 septembre 2014        | 18 novembre 2015     |
| 8      | 24                | 2014-2015           | 22 septembre 2014   | 7 mai 2015          | 15 septembre 2015        | 27 avril 2016        |
| 9      | 24                | 2015-2016           | 21 septembre 2015   | 12 mai 2016         | 13 septembre 2016        | 8 novembre 2017      |
| 10     | 24                | 2016-2017           | 19 septembre 2016   | 11 mai 2017         | 12 septembre 2017        | 20 septembre 2017    |
| 11     | 24                | 2017-2018           | 25 septembre 2017   | 10 mai 2018         | 11 septembre 2018        | 5 juin 2019          |
| 12     | 24                | 2018-2019           | 24 septembre 2018   | 16 mai 2019         | 12 novembre 2019         | 10 juin 2020         |

## Liste des épisodes

### Première saison (2007-2008)
Composée de dix-sept épisodes, en raison de la grève des écrivains hollywoodiens, la première saison a été diffusée du 24 septembre 2007 au 19 mai 2008 sur CBS, aux États-Unis. 
1. La Nouvelle Voisine des surdoués (Pilot)
2. Des voisins encombrants (The Big Bran Hypothesis)
3. Le Corollaire de pattes-de-velours (The Fuzzy Boots Corollary)
4. Les Poissons luminescents (The Luminous Fish Effect)
5. Le Postulat du hamburger (The Hamburger Postulate)
6. Les Allumés d’Halloween (The Middle Earth Paradigm)
7. Le Paradoxe du ravioli chinois (The Dumpling Paradox)
8. L'Effet sauterelle (The Grasshopper Experiment)
9. La Polarisation Cooper-Hofstadter (The Cooper-Hofstadter Polarization)
10. La Descente aux enfers du sujet Loobenfeld (The Loobenfeld Decay)
11. Alerte aux microbes (The Pancake Batter Anomaly)
12. La Dualité de Jérusalem (The Jerusalem Duality)
13. La Conjecture du Batbocal (The Bat Jar Conjecture)
14. La Machine incroyable (The Nerdvana Annihilation)
15. La Sœur jumelle (The Pork Chop Indeterminacy)
16. Réaction ! (The Peanut Reaction)
17. La Rupture (The Tangerine Factor)

### Deuxième saison (2008-2009)
Le 14 février 2008, CBS a renouvelé la série pour une deuxième saison de vingt-trois épisodes. Elle a été diffusée du 22 septembre 2008 au 11 mai 2009 sur CBS, aux États-Unis.
1. Un secret bien gardé (The Bad Fish Paradigm)
2. Le Flirt de Leonard (The Codpiece Topology)
3. La Sublimation barbare (The Barbarian Sublimation)
4. L'Équivalence du griffon (The Griffin Equivalency)
5. L'Alternative d'Euclide (The Euclid Alternative)
6. Le Théorème Cooper-Nowitzki (The Cooper-Nowitzki Theorem)
7. La Vengeance de Sheldon (The Panty Piñata Polarization)
8. L'Expansion Lézard-Spock (The Lizard-Spock Expansion)
9. La Triangulation des asperges (The White Asparagus Triangulation)
10. L'Énigme Vartabedian (The Vartabedian Conundrum)
11. Les Cadeaux de noël (The Bath Item Gift Hypothesis)
12. Le Combat des robots (The Killer Robot Instability)
13. L'Algorithme de l'amitié (The Friendship Algorithm)
14. Petites Dettes entre amis (The Financial Permeability)
15. La Mère de Léonard (The Maternal Capacitance)
16. Le Coussin irremplaçable (The Cushion Saturation)
17. Terminator dans le train (The Terminator Decoupling)
18. Les Fleurs de Penny (The Work Song Nanocluster)
19. La Juxtaposition de la prostituée morte (The Dead Hooker Juxtaposition)
20. Le Bar à filles (The Hofstadter Isotope)
21. Excursion à Vegas (The Vegas Renormalization)
22. La Turbulence du matériel confidentiel (The Classified Materials Turbulence)
23. L'Expédition monopolaire (The Monopolar Expedition)

### Troisième saison (2009-2010)
Le 18 mars 2009, CBS a renouvelé la série pour une troisième et quatrième saisons. Cette saison, composée de vingt-trois épisodes, a été diffusée du 21 septembre 2009 au 24 mai 2010 sur CBS, aux États-Unis.
1. La Fluctuation de l'ouvre-boîte électrique (The Electric Can Opener Fluctuation)
2. Le Grillon des champs (The Jiminy Conjecture)
3. La Déviation Gothowitz (The Gothowitz Deviation)
4. La Solution pirate (The Pirate Solution)
5. Le Tournoi de cartes (The Creepy Candy Coating Corollary)
6. Le Vortex du Nébraska (The Cornhusker Vortex)
7. Disputes insupportables (The Guitarist Amplification)
8. Bras cassé et Voie lactée (The Adhesive Duck Deficiency)
9. La Formule de la vengeance (The Vengeance Formulation)
10. La Physique pour les nulles (The Gorilla Experiment)
11. La Congruence maternelle (The Maternal Congruence)
12. La Voyante (The Psychic Vortex)
13. Exode dans le Montana (The Bozeman Reaction)
14. La Relativité restreinte (The Einstein Approximation)
15. Le Grand Collisionneur (The Large Hadron Collision)
16. La Rencontre avec le grand Stan (The Excelsior Acquisition)
17. Le Fameux Anneau (The Precious Fragmentation)
18. Le Prix Scientifique (The Pants Alternative)
19. La Récurrence de Wheaton (The Wheaton Recurrence)
20. Les Spaghettis de la réconciliation (The Spaghetti Catalyst)
21. L'Éminente Miss Plimpton (The Plimpton Stimulation)
22. La Saga de l'escalier (The Staircase Implementation)
23. Un laser sur la Lune (The Lunar Excitation)

### Quatrième saison (2010-2011)
Le 18 mars 2009, CBS a renouvelé la série pour une quatrième saison de vingt-quatre épisodes. Elle a été diffusée du 23 septembre 2010 au 19 mai 2011 sur CBS, aux États-Unis.
1. Le Robot à tout faire ! (The Robotic Manipulation)
2. Les Bienfaits de la cybernétique (The Cruciferous Vegetable Amplification)
3. Un amour de substitution (The Zazzy Substitution)
4. La Troll dévergondée ! (The Hot Troll Deviation)
5. La Solitude de Leonard (The Desperate Emanation)
6. La Formule du Pub Irlandais (The Irish Pub Formulation)
7. Dans le collimateur du FBI ! (The Apology Insufficiency)
8. Soirée entre filles (The 21-Second Excitation)
9. Un petit ami d'emprunt (The Boyfriend Complexity)
10. Le Parasite extraterrestre (The Alien Parasite Hypothesis)
11. La Ligue des justiciers remaniée ! (The Justice League Recombination)
12. L'Usage du pantalon de bus (The Bus Pants Utilization)
13. La Love Mobile (The Love Car Displacement)
14. Le Catalyseur dramaturgique (The Thespian Catalyst)
15. L'Effet bienfait (The Benefactor Factor)
16. La Formule de cohabitation (The Cohabitation Formulation)
17. La Dérivation du toast (The Toast Derivation)
18. La Prestidigitation approximative (The Prestidigitation Approximation)
19. L'Intrusion de Zarnecki (The Zarnecki Incursion)
20. Commérages et Herbes aromatiques (The Herb Garden Germination)
21. Dissection du contrat de location (The Agreement Dissection)
22. Le Gnou dans la bergerie (The Wildebeest Implementation)
23. Un long épisode de fiançailles (The Engagement Reaction)
24. La Colocation en transmutation (The Roommate Transmogrification)

### Cinquième saison (2011-2012)
Le 12 janvier 2011, CBS a renouvelé la série pour une cinquième, sixième et septième saisons. Cette cinquième saison, composée de vingt-quatre épisodes, a été diffusée du 22 septembre 2011 au 10 mai 2012 sur CBS, aux États-Unis.
1. La Pub de Penny (The Skank Reflex Analysis)
2. Microbes, Acariens, Tiques et Compagnie ! (The Infestation Hypothesis)
3. L’Extrapolation de l'aine froissée (The Pulled Groin Extrapolation)
4. Dialogue de sourds (The Wiggly Finger Catalyst)
5. La Fusée Russe à réaction (The Russian Rocket Reaction)
6. Une mère envahissante (The Rhinitis Revelation)
7. Le Dilemme de Leonard (The Good Guy Fluctuation)
8. Problème d'isolation (The Isolation Permutation)
9. La Phobie de Sheldon (The Ornithophobia Diffusion)
10. La Quadruple Négation (The Flaming Spittoon Acquisition)
11. Le Bourreau de Leonard (The Speckerman Recurrence)
12. Princesse Amy (The Shiny Trinket Maneuver)
13. L'Hypothèse de recombinaison (The Recombination Hypothesis)
14. Le Démarrage du bêta test (The Beta Test Initiation)
15. Le Contrat d'amitié (The Friendship Contraction)
16. La Solution des vacances (The Vacation Solution)
17. La Désintégration Rothman (The Rothman Disintegration)
18. La Transformation du loup-garou (The Werewolf Transformation)
19. Le Vortex du week-end (The Weekend Vortex)
20. Le Dysfonctionnement du téléporteur (The Transporter Malfunction)
21. La Vengeance de Howard (The Hawking Excitation)
22. L'Enterrement de vie de garçon (The Stag Convergence)
23. Howard et la Nasa (The Launch Acceleration)
24. Un mariage express (The Countdown Reflection)

### Sixième saison (2012-2013)
Le 12 janvier 2011, CBS a renouvelé la série pour une sixième saison de vingt-quatre épisodes. Elle a été diffusée du 27 septembre 2012 au 16 mai 2013 sur CBS, aux États-Unis.
1. Un rendez-vous fluctuant (The Date Night Variable)
2. Les Fluctuations du découplement (The Decoupling Fluctuation)
3. Le Mal de l'espace (The Higgs Boson Observation)
4. La Minimisation du retour (The Re-Entry Minimization)
5. L'Excitation holographique (The Holographic Excitation)
6. Extraction-oblitération (The Extract Obliteration)
7. L'Apprentie réalisatrice (The Habitation Configuration)
8. Le Mystère des 20 minutes (The 43 Peculiarity)
9. L'Escalade de la place de parking (The Parking Spot Escalation)
10. Entrailles, poiscailles, ripailles ! (The Fish Guts Displacement)
11. L'Esprit de Noël (The Santa Simulation)
12. Les Propos démesurés de Sheldon (The Egg Salad Equivalency)
13. L'Expédition Bakersfield (The Bakersfield Expedition)
14. Renversement de tendance (The Cooper/Kripke Inversion)
15. L'Art du spoiler (The Spoiler Alert Segmentation)
16. La Preuve d'affection tangible (The Tangible Affection Proof)
17. L'Isolation d'un looser (The Monster Isolation)
18. Obligation contractuelle (The Contractual Obligation Implementation)
19. La Reconfiguration du dressing (The Closet Reconfiguration)
20. Une titularisation mouvementée (The Tenure Turbulence)
21. La Clôture cognitive alternative (The Closure Alternative)
22. Le Professeur Proton (The Proton Resurgence)
23. Délire à Las Vegas (The Love Spell Potential)
24. Bon voyage ! (The Bon Voyage Reaction)

### Septième saison (2013-2014)
Le 12 janvier 2011, CBS a renouvelé la série pour une septième saison de vingt-quatre épisodes. Elle a été diffusée du 26 septembre 2013 au 15 mai 2014 sur CBS, aux États-Unis.
1. L'Absence de Leonard (The Hofstadter Insufficiency)
2. Une affaire d'œstrogènes (The Deception Verification)
3. Chasse au trésor (The Scavenger Vortex)
4. La Minimisation des aventuriers (The Raiders Minimization)
5. La Proximité du lieu de travail (The Workplace Proximity)
6. La Résonance de l'amour (The Romance Resonance)
7. L'Article du professeur Proton (The Proton Displacement)
8. La Simulation du cerveau qui démange (The Itchy Brain Simulation)
9. Thanksgiving, clowns et union bidon ! (The Thanksgiving Decoupling)
10. La Boulette de Sheldon (The Discovery Dissipation)
11. L'Extraction du docteur Cooper (The Cooper Extraction)
12. Ramifications et valse-hésitation (The Hesitation Ramification)
13. La Démission de Penny (The Occupation Recalibration)
14. La Convention de Sheldon (The Convention Conundrum)
15. Loco-motivation (The Locomotion Manipulation)
16. La Table de tous les dangers (The Table Polarization)
17. Amitiés et Turbulences (The Friendship Turbulence)
18. Maman a un amant ! (The Mommy Observation)
19. Des choix cornéliens (The Indecision Amalgamation)
20. La Dissolution de la relation (The Relationship Diremption)
21. Le jeudi tout est permis (The Anything Can Happen Recurrence)
22. Un proton peut en cacher un autre (The Proton Transmogrification)
23. Orang-Outan en emporte le vent (The Gorilla Dissolution)
24. Fiançailles, Status Quo, Départ… (The Status Quo Combustion)

### Huitième saison (2014-2015)
Le 12 mars 2014, CBS a renouvelé la série pour une huitième, neuvième et dixième saisons. Cette huitième saison, composée de vingt-quatre épisodes, a été diffusée du 22 septembre 2014 (avec deux épisodes puis est retournée dans sa case habituelle du jeudi à partir du 30 octobre 2014) au 7 mai 2015 sur CBS, aux États-Unis.
1. Loco-démotivation (The Locomotion Interruption)
2. Sheldon Cooper, professeur d'université (The Junior Professor Solution)
3. Un engagement pas très engageant (The First Pitch Insufficiency)
4. Plan à quatre (The Hook-Up Reverberation)
5. Le Conditionnement opérant (The Focus Attenuation)
6. L'Expérience de la mine (The Expedition Approximation)
7. Malentendu, Quiproquos et Jalousie (The Misinterpretation Agitation)
8. Le Rituel du bal de fin d'année (The Prom Equivalency)
9. L'Opération nasale (The Septum Deviation)
10. Champagne et Grande Découverte (The Champagne Reflection)
11. Les Intrus volants (The Clean Room Infiltration)
12. La Désintégration de la sonde spatiale (The Space Probe Disintegration)
13. Optimisation de l'anxiété (The Anxiety Optimization)
14. La Manifestation du troll (The Troll Manifestation)
15. La Régénération du magasin de BD (The Comic Book Store Regeneration)
16. Test d'intimité (The Intimacy Acceleration)
17. Sheldon et Amy s'en vont sur Mars (The Colonization Application)
18. La Thermalisation des restes (The Leftover Thermalization)
19. Que la force soit avec nous ! (The Skywalker Incursion)
20. Fort Réconfort (The Fortification Implementation)
21. La Détérioration de la communication (The Communication Deterioration)
22. La Toque et la Toge (The Graduation Transmission)
23. La Guerre des mères (The Maternal Combustion)
24. La Détermination de l'engagement (The Commitment Determination)

Source titres FR

### Neuvième saison (2015-2016)
Le 12 mars 2014, CBS a renouvelé la série pour une neuvième saison de vingt-quatre épisodes. Elle a été diffusée du 21 septembre 2015 (puis est retournée dans sa case habituelle du jeudi à partir du 5 novembre 2015) au 12 mai 2016 sur CBS, aux États-Unis.
1. Mariage et Conséquences (The Matrimonial Momentum)
2. L'Oscillation de la séparation (The Separation Oscillation)
3. Corrosion, Crevaison, Oxydation (The Bachelor Party Corrosion)
4. Retour à la case départ (The 2003 Approximation)
5. L'Exercice de la transpiration (The Perspiration Implementation)
6. Carence en hélium liquide (The Helium Insufficiency)
7. Le « Spockumentaire » (The Spock Resonance)
8. L'Observation du rendez-vous mystère (The Mystery Date Observation)
9. Permutation platonique (The Platonic Permutation)
10. Sheldon connaît la chanson (The Earworm Reverberation)
11. L'Effervescence de l'avant-première (The Opening Night Excitation)
12. Séance chez le psy ! (The Sales Call Sublimation)
13. Optimisation de l'empathie (The Empathy Optimization)
14. Meemaw s'en va en guerre ! (The Meemaw Materialization)
15. La Submersion de Valentino (The Valentino Submergence)
16. Réaction positive et négative (The Positive Negative Reaction)
17. L'Anniversaire de Sheldon (The Celebration Experimentation)
18. Détournement de brevet (The Application Deterioration)
19. Un fil à souder à la patte (The Solder Excursion Diversion)
20. La Précipitation de la Grande Ourse (The Big Bear Precipitation)
21. Soirée à combustion (The Viewing Party Combustion)
22. Bernadette va déguster (The Fermentation Bifurcation)
23. La Théorie des files d'attente (The Line Substitution Solution)
24. Convergence, Confluence, Méfiance (The Convergence Convergence)

Source titres FR

### Dixième saison (2016-2017)
Le 12 mars 2014, CBS a renouvelé la série pour une dixième saison de vingt-quatre épisodes. Elle a été diffusée du 19 septembre 2016 (puis est retournée dans sa case horaire habituelle du jeudi à partir du 27 octobre 2016) au 12 mai 2017 sur CBS aux États-Unis.
1. Probabilités matrimoniales (The Conjugal Conjecture)
2. La Miniaturisation militaire (The Military Miniaturization)
3. Une dépendance irrépressible (The Dependence Transcendence)
4. Première Cohabitation (The Cohabitation Experimentation)
5. Jacuzzi a dit (The Hot Tub Contamination)
6. Coup de pied fœtal et fièvre acheteuse ! (The Fetal Kick Catalyst)
7. Une vérité approximative (The Veracity Elasticity)
8. Super cerveau dans un incubateur ! (The Brain Bowl Incubation)
9. Le Jouet téléguidé (The Geology Elevation)
10. Un nouveau colocataire (The Property Division Collision)
11. Halley et Venues (The Birthday Synchronicity)
12. Flashbacks (The Holiday Summation)
13. Réajustements amoureux (The Romance Recalibration)
14. Le Décodeur d'émotions ! (The Emotion Detection Automation)
15. La Réverbération de la locomotive (The Locomotion Reverberation)
16. Les Zones d'intimité (The Allowance Evaporation)
17. Le Comic-Con de situation (The Comic-Con Conundrum)
18. Un toit pour Rajesh (The Escape Hatch Identification)
19. Une collaboration houleuse (The Collaboration Fluctuation)
20. Souviens-toi la journée dernière (The Recollection Dissipation)
21. Une séparation difficile (The Separation Agitation)
22. Gymnastique cérébrale (The Cognition Regeneration)
23. Instabilité gyroscopique (The Gyroscopic Collapse)
24. La Discorde de la longue distance (The Long Distance Dissonance)

Source titres FR

### Onzième saison (2017-2018)
Le 20 mars 2017, la série a été renouvelée pour une onzième et douzième saisons. Cette saison, composée de vingt-quatre épisodes, a été diffusée du 25 septembre 2017 (puis est retournée dans sa case habituelle du jeudi dès le 2 novembre 2017) au 10 mai 2018 sur CBS, aux États-Unis.
1. La Proposition relative (The Proposal Proposal)
2. Le Principe de rétraction-réaction (The Retraction Reaction)
3. L'Intégration de la relaxation (The Relaxation Integration)
4. Explosion en plein Wolowitz (The Explosion Implosion)
5. Une collaboration houleuse (The Collaboration Contamination)
6. L'Héritage du professeur Proton (The Proton Regeneration)
7. La Méthodologie de la géologie (The Geology Methodology)
8. La Guerre des brevets (The Tesla Recoil)
9. La Chasse aux bitcoins (The Bitcoin Entanglement)
10. Raj a la rage (The Confidence Erosion)
11. Les Petites Latrines dans la prairie (The Celebration Reverberation)
12. L'Indicateur matrimonial (The Matrimonial Metric)
13. Un Solo pour deux (The Solo Oscillation)
14. Le Triangle impossible (The Separation Triangulation)
15. Le Roman de Léonard (The Novelization Correlation)
16. La Nomenclature néonatale (The Neonatal Nomenclature)
17. Colocation de salle des fêtes (The Athenaeum Allocation)
18. Prêt à tout pour rencontrer Gates (The Gates Excitation)
19. La Dissociation des locataires (The Tenant Disassociation)
20. La Tentation de Sheldon (The Reclusive Potential)
21. La Comète de la discorde (The Comet Polarization)
22. Il faut sauver la science (The Monetary Insufficiency)
23. Les Frères ennemis (The Sibling Realignment)
24. Un mariage trop lent (The Bow Tie Asymmetry)

### Douzième saison (2018-2019)
Le 20 mars 2017, la série a été renouvelée pour une douzième et dernière saison de vingt-quatre épisodes. Elle a été diffusée exceptionnellement dès le lundi 24 septembre 2018 (avant de retourner dans sa case horaire habituelle du jeudi à partir du 27 septembre 2018) jusqu'au 16 mai 2019 sur CBS, aux États-Unis.
1. Configuration matrimoniale (The Conjugal Configuration)
2. Un mystérieux cadeau de mariage (The Wedding Gift Wormhole)
3. Une procréation calculée (The Procreation Calculation)
4. La Trahison de Tam (The Tam Turbulence)
5. Crise au planétarium (The Planetarium Collision)
6. Un Halloween sous tension (The Imitation Pertubation)
7. La Dérivation des subventions (The Grant Allocation Derivation)
8. Le Test de compatibilité (The Consummation Deviation)
9. La Théorie déjouée (The Citation Negation)
10. Magnéto Sheldon ! (The VCR Illumination)
11. Règlement de comptes au Paintball (The Paintball Scattering)
12. Titre de spermission (The Propagation Proposition)
13. L'Asymétrie du prix Nobel (The Confirmation Polarization)
14. La Météorite et le balcon de la discorde (The Meteorite Manifestation)
15. Semence-abstinence (The Donation Oscillation)
16. Spécial Donjons et Dragons (The D and D Vortex)
17. Baby-sitting experimental (The Conference Valuation)
18. Les Escrocs du prix Nobel (The Laureate Accumulation)
19. Privation sensorielle (The Inspiration Deprivation)
20. Leonard se rebelle (The Decision Reverberation)
21. Les Preuves du plagiat (The Plagiarism Schism)
22. Coup de foudre à Beverly Hill (The Maternal Conclusion)
23. Le Constant change (The Change Constant)
24. Clap de fin ! (The Stockholm Syndrome)